# هيروشي أرو
هيروشي أرو (باليابانية: あろひろし) هو مانغاكا ياباني، ولد في 15 مايو 1959 في طوكيو في اليابان.

## روابط خارجية
- هيروشي أرو على موقع ANN person (الإنجليزية)